# Мінерали набухаючі
Мінерали набухаючі (рос. минералы набухающие, англ. swelling minerals; нім. Schwellungsminerale n pl) — деякі мінерали шаруватої будови, які мають здатність поглинати воду, що розміщується між структурними шарами, внаслідок чого значно збільшується величина періоду с (для монтморилоніту — від 9,6 до 28,4 Е).